# Chlorocypha flammea
Chlorocypha flammea  (лат.) — вид стрекоз из семейства Chlorocyphidae.
Экваториальная Африка: Уганда. Прибрежный лесной участок рядом с мелкими реками и ручьями.

## Описание
Среднего размера металлически блестящие стрекозы разнообразной окраски (зеленовато-красно-оранжево-чёрные, ноги тёмные, лабрум чёрный). Длина тела около 2 см, крыла — около 3 см. Длина заднего крыла 23,0 — 25,0 мм. Вид был впервые описан в 2015 году энтомологами Клаасом Дийкстра (Klaas-Douwe B. Dijkstra; Naturalis Biodiversity Center, Лейден, Нидерланды), Йенсом Киппингом (Jens Kipping; BioCart Environmental Consulting, Taucha/Лейпциг, Германия) и Николасом Мезьером (Nicolas Mézière; Куру, Французская Гвиана).